# 하마지마정
하마지마정(浜島町)은 미에현 시마군에 설치되었던 정이다.
2004년 10월 1일, 시마군 아고정, 다이오정, 이소베정, 시마정과 합병해 시마시가 성립해, 자지체로서의 하마지마정은 폐지되었다.

## 지리
미에 현 남부(미나미세 지구), 구 시마 군의 서부에 위치한다.남쪽은 아고만 및 구마노나다에 접해 있다.

## 역사
- 1889년 4월 1일 - 정촌제 시행으로 시마군 하마지마촌이 탄생하였다.
- 1896년 3월 29일  아고군과 도시군이 합병해 시마군이 되었다.
- 1919년 10월 1일 - 정으로 승격해 하마지마정이 되었다.
- 2004년 10월 1일 - 시마군 아고정, 다이오정, 이소베정, 시마정과 합병해 시마시가 성립하였다. 동일 하마지마정은 폐지되었다.

## 인구
| 1955년 | 7,450명 |  |
| 1960년 | 7,362명 |  |
| 1965년 | 7,198명 |  |
| 1970년 | 7,106명 |  |
| 1975년 | 7,307명 |  |
| 1980년 | 7,295명 |  |
| 1985년 | 7,127명 |  |
| 1990년 | 6,877명 |  |
| 1995년 | 6,509명 |  |
| 2000년 | 6,012명 |  |

## 교통

### 도로
- 국도 제260호선 (일본)(일본어판)